# 磁性圆二色
磁性圆二色性（英語：Magnetic Circular Dichroism）指材料的电子在强磁場作用下會跃迁到不同激发态。當材料具有磁性圆二色性质，这些激发态对左旋和右旋圆极化光吸收會是不同的。
由1930年开始，磁性圆二色性便比不少人研究；当时发展磁光效應在吸收带外的转动理论，想把理论延伸到磁性圆二色性，但进展不多；直到1960年，開始研究磁性圆二色性的吸收谱，例如：溶液中稳定分子、固体、气体、不稳定的分子等。才在1970年后，磁性圆二色谱仪已广泛用到科研方面；如卟啉和酞箐等的研究等。
要注意区分圆二色性和磁性圆二色性是不同的，二者的物理机制不同：圆二色性是由于材料分子的螺旋结构造成左和右圆极化光的吸收不同；而磁性圆二色性是由于材料在强磁场下，不同激发态对左，右圆极化光的吸收不同。在仪器要求方面，二者有重叠之处；但圆二色性的仪器一般选在紫外段；而磁性圆二色性选在近红外300－2000nm区段。
磁性圆二色性是能用来观察电子的基态和激发态的电子结构的光学技术；也是吸收谱仪的一种强有力的补充手段。它可以观察到普通光吸收谱很难看到的电子跃迁；能研究顺磁性和系统中电子对称性等。

## 参阅
- 线性二色性(LD)
- 圆二色性(CD)
- 磁性chrome-extension://bocbaocobfecmglnmeaeppambideimao/pdf/viewer.html?file=https%3A%2F%2Fwww2.nsysu.edu.tw%2Fphysdemo%2F2012%2FB4%2FB4pic%2F100%25E5%25B9%25B4%25E7%25A3%2581%25E6%2580%25A7%25E8%2588%2587%25E7%25A3%2581%25E6%2587%25B8%25E6%25B5%25AE-%25E6%25BC%2594%25E7%25A4%25BA%25E7%259C%258B%25E6%259D%25BF.pdf